# Organització de la Lluita Armada
La Organització de la Lluita Armada (Organización de la Lucha Armada en castellano) (OLLA) fue una organización terrorista con origen parcialmente de un grupo surgido el año 1972 del Partit Socialista d'Alliberament Nacional (PSAN) denominado Resistència. A finales del 1973 deciden actuar sin ninguna sigla y OLLA es el nombre que recibieron de la policía. Un golpe policial el abril de 1974 acabó con la actividad del grupo con la detención de Núria Ballart, Ramon Carrión, Joaquim Nicolau, Pere Bartrés Ametller, Joan J. Vinyoles, Guillem Garcia y Ricard de Vargas Golarons. 
- Datos: Q9052988